# Eliezer Berkovits
Eliezer Berkovits (n. 8 septembrie 1908, Oradea, Austro-Ungaria – d. 20 august 1992, Ierusalim, Israel) a fost un rabin, educator și teolog evreu român.

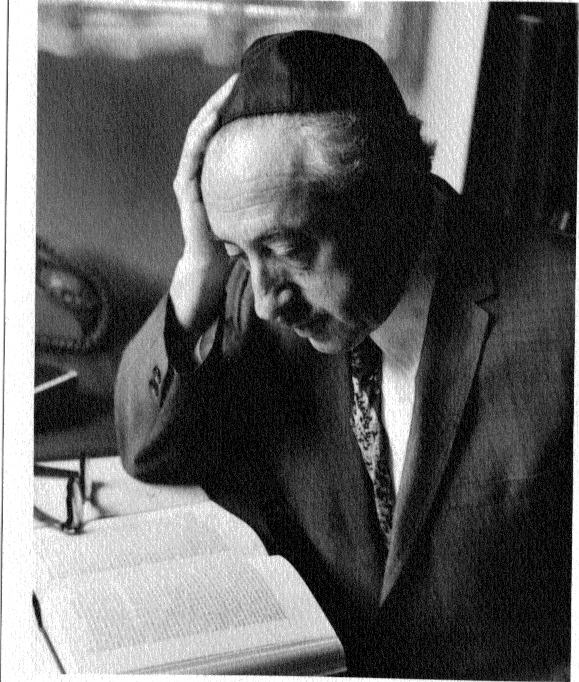
Eliezer Berkovits